# Popidol
Popidoler er populære stjerner, typisk fra musikkens og filmens verden. Visse popidolers fans hylder dem som guder og er villige til at gøre hvad som helst for dem (se også groupie).

## Eksempler
| - ABBA - Aerosmith - Christina Aguilera - Muhammad Ali - The Beatles - David Beckham - Bee Gees - Humphrey Bogart - David Bowie - Mariah Carey - Charlie Chaplin - James Dean - Celine Dion - Eminem - Judy Garland - Che Guevara - Guns N' Roses - Jimi Hendrix - Audrey Hepburn - Whitney Houston - Janet Jackson - Michael Jackson - Elton John - Janis Joplin - Beyonce Knowles | - Led Zeppelin - Bruce Lee - Bob Marley - George Michael - Madonna - Nelson Mandela - Kylie Minogue - Marilyn Monroe - Donald Pleasence - Elvis Presley - Prince - Diana Ross - Sanne Salomonsen - Britney Spears - Tommy Steele - The Rolling Stones - Frank Sinatra - Spice Girls - Bruce Springsteen - Tina Turner - Usher - Oprah Winfrey - Stevie Wonder |